# The Devil Made Me Do It
The Devil Made Me Do It – trzeci album studyjny amerykańskiego zespołu Scum of the Earth, który muzycznie łączy ze sobą elementy heavy metalu, horror metalu i po raz pierwszy w karierze grupy dubstepu. Został wydany 28 sierpnia 2012 roku. Singlem promującym album został utwór "The Devil Made Me Do It 3".

## Lista utworów
1. "Born Again Masochist" - 3:49
2. "Via Dela Rosa" - 2:40
3. "Zombies -vs- Skeletons" - 3:03
4. "The Devil Made Me Do It III" - 2:59
5. "Zombie Apocalypse" - 2:47
6. "Sounds of the Dead" - 3:05
7. "Pray" - 3:43
8. "(Mindless) Dead Things" - 2:54
9. "Ghost" - 2:59
10. "Funeral March" - 2:58